# احمد بن عمادالدین
احمد بن عمادالدین پزشک، نویسنده و شیمیدان مسلمان ایرانی بود. او احتمالاً از اهالی نیشابور بوده است. از زندگی وی اطلاعات زیادی یافت نشده و شهرت او به نوشتهٔ مشهورش پیوند دارد. او نویسنده یک رساله کیمیاگری معروف به نام فی صناعة اکسیر است که نسخه خطی آن در کتابخانه ملی پزشکی ایالات متحده آمریکا نگهداری می‌شود. این نسخه هیچ رونوشتی ندارد. در این نسخه یادداشت‌های حاشیه گسترده وجود دارد که نقل قول‌هایی از جابر بن حیان در آن دیده می‌شود.